# Francis Fontan
Francis Fontan, né le 3 juillet 1929 à Nay (Pyrénées-Atlantiques) et mort le 14 janvier 2018 à Bordeaux,, est un cardiologue et chirurgien cardiaque français, spécialiste de la chirurgie cardiaque pédiatrique.

## Biographie
Né en 1929 à Nay, Francis Fontan est le fils du coureur cycliste Victor Fontan. À 17 ans, il entre à la faculté de médecine de Bordeaux avant de se spécialiser en chirurgie puis en chirurgie cardiaque pédiatrique. Il teste la constitution d'un shunt entre la veine cave et l'artère pulmonaire chez le chien entre 1964 et 1966, sans succès. Malgré cela, c'est le 25 avril 1968 qu'il réalise, avec succès, chez un patient porteur d'une atrésie tricuspide la première fois l'intervention à laquelle il donnera son nom : l'intervention de Fontan. Cette même année, il devient le chef de service de chirurgie cardiaque de Bordeaux, succédant à Georges Dubourg. En 1971, après une nouvelle intervention similaire, il publie un premier article dans les annales de chirurgie thoracique et cardio vasculaire, dont la rédaction en français limitera la portée internationale. Il faut attendre la troisième opération du même type pour que l'intervention soit décrite dans une revue internationale, Thorax (en),. Il est également l'un des pionniers de la transplantation cardiaque en France.
En 1978, il œuvre pour la construction de l'hôpital cardiologique du Haut-Lévèque à Pessac (banlieue de Bordeaux) où il formera de nombreux élèves, français et étrangers.
En 1986, il est à l'origine de la fondation de l'European Association for Cardio-Thoracic Surgery (en) dont il sera le premier président.
En 2006, il reçoit le Grand Prix scientifique de la Fondation Lefoulon-Delalande.